# Samurai Shodown 64
Samurai Shodown 64 (SAMURAI SPIRITS ～侍魂～ Samurai Supirittsu au japon) est un jeu vidéo de combat développé et édité par SNK. Il est sorti sur système d'arcade Hyper Neo-Geo 64 en 1997. 
C'était le premier jeu de combat en 3D de SNK. Après avoir publié quatre jeux Samurai Shodown sur Neo-Geo, SNK a annoncé qu’ils produiraient une nouvelle plate-forme 64 bits pour l'arcade et dotée de capacités 3D étendues. Bien qu'il n'ait jamais été porté sur des consoles de salon, il a été suivi d'un deuxième jeu en 3D intitulé Samurai Shodown 64: Warriors Rage.